# أم الكلاب
أم الكلاب اسم منطقة تقع بين خان يونس ورفح وهي ضمن أراضي رفح يتناقل البدو عن سبب تسميتها بأم الكلاب أنه في تاريخ من قد يكون في أواخر القرن التاسع عشر أو بداية القرن العشرين سكنت جماعة بدوية مترحلة المنطقة فاصابهم وباء وبدؤوا يموتون الواحد تلو الآخر وفي النهاية لم يتبقَ منهم غير كلابهم تنبح وتعوي في أنحائها ومنذ ذلك الحين أطلق عليها أم الكلاب حيث ظل البدو لفترة طويلة من الزمن يخافون سكنى هذه المنطقة.